# 関西の素朴なギモン徹底調査 ほんなら調べました
『関西の素朴なギモン徹底調査 ほんなら調べました』（かんさいのそぼくなギモンてっていちょうさ ほんならしらべました）は、MBS（関西ローカル）で2022年6月29日から2023年7月26日まで不定期で放送されていたバラエティ番組。MCは村上信五（関ジャニ∞）と陣内智則。

## 概要
本番組は、関西人が「ほんまか!?」と驚いた気になる話題を紹介し、その話題から「ほんなら…」と、閃いた思いつき調査を実際に行っていくバラエティ番組。
MCの村上信五（関ジャニ∞）と陣内智則はMC初タッグとなり、陣内は「村上くんとMCできるなんて！数々の猛者と対等以上にやり合っているので僕はもう安心感しかなかったです」と村上に対して信頼を寄せた。
関西ローカルの番組ではあるが、民放公式テレビポータル『TVer』にて、無料見逃し配信を実施している。
2022年6月29日（水曜日）20:00 - 21:57（JST）に、第1回が放送された。
2022年11月30日（水曜日）20:00 - 21:57（JST）に、第2回が放送された。
2023年3月1日（水曜日）20:00 - 21:57（JST）に、第3回が放送された。
2023年5月10日（水曜日）20:00 - 21:57（JST）に、第4回が放送された。
2023年7月26日（水曜日）20:00 - 21:57（JST）に、第5回が放送された。

## 出演者
- 村上信五（関ジャニ∞） - MC
- 陣内智則 - MC

## 放送リスト
※全て水曜日の放送。
| 回 | 放送年 | 放送日   | 放送時間      | スタジオゲスト                      | VTRゲスト                                                  | 備考 |
| -- | ------ | -------- | ------------- | ----------------------------------- | ---------------------------------------------------------- | ---- |
| 1  | 2022年 | 6月29日  | 20:00 - 21:57 | モモコ（ハイヒール）、岡田結実      | ZAZY、とにかく明るい安村、島田珠代、スマイル、ヘンダーソン |      |
| 2  | 2022年 | 11月30日 | 20:00 - 21:57 | 松嶋尚美、福田麻貴（3時のヒロイン） | スマイル                                                   |      |
| 3  | 2023年 | 3月1日   | 20:00 - 21:57 | モモコ（ハイヒール）、朝日奈央      | スマイル、すっちー、おいでやす小田                         |      |
| 4  | 2023年 | 5月10日  | 20:00 - 21:57 | モモコ（ハイヒール）、藤本美貴      | 月亭八光、福本大晴（Aぇ! group）、田村裕（麒麟）、スマイル |      |
| 5  | 2023年 | 7月26日  | 20:00 - 21:57 | モモコ（ハイヒール）、近藤千尋      | スマイル、ダブルヒガシ、ヤナギブソン、おいでやす小田       |      |

## スタッフ

### 最新回のスタッフ
- ナレーション：ムラカミケイコ、藤岡健一郎
- ディレクター：濵森基大（1 - 3,5）、金沢武慶（1 - 3,5）、近藤和俊（1,3,5）、月本純暉（4,5）
- 構成：友光哲也、勝浦慎吾、田中亮治、上地茂晴（2 - 5）
- TM：竹本友亮
- TP：山下悠介、竹嶋夕貴（3 - 5）、玉川愛美（3 - 5）、四方由季（5）
- SW：小川利行
- CAM：二井内博紀（5）
- 音声：松原瑞貴
- VE：土井理沙
- MIX：近藤友里子（5）
- EED：山本崇央、岸本元博（3,5）、村井充（4,5）
- MA：野口嵩仁
- SE：増田恭士（3,5）
- 美術：岡久世
- タイトル：宮本由紀子
- 編成：小竹聡美（2 - 5）
- 宣伝：冨田潤（5）
- HP：山内絵美（3 - 5）
- メイク：坂下愛（1,3 - 5）、谷本明奈（5）
- AD：増田恒輝（2 - 5）、清水仁義（2 - 5）、小倉真央（5）
- AP：藤河慶子、森鈴音（2 - 5）、松田奈々（3 - 5）
- 演出：宮井豊（レジスタエックスワン）
- MP：新堂裕彦（2 - 5）
- プロデューサー：古田隆文、金丸貴史、小林雄志（2 - 5）
- チーフプロデューサー：中村武史[注 1]
- 制作協力：レジスタエックスワン、吉本興業
- 制作著作：MBS

### 過去のスタッフ
- ディレクター：岡本和樹（1,4）、金津巧（2）、三田修司（2,4）、辻村魁（2）、辻あゆみ（4）
- TP：由本真穂（3,4）
- CAM：渡邊健太郎（1 - 4）
- EED：竹嶋夕貴（1,2）、加藤丈晴（3,4）
- SE：片岡幸司（1,2,4）
- 編成：木村敦（1）
- 宣伝：稲付晴日（1 - 4）
- メイク：片岡弓子（1 - 3）、松本未央（1）、上田実穂（2）、滝波一樹（2）、丸山あゆみ（3）、大沢香織（4）、太田年哉（4）
- 衣装：袴田能生（1,2）、中村陽子（1）、伊藤紫（2）、あべひろみ（3）
- フードコーディネーター：瓜生舞子（1,2）、三島千明（2）
- AD：吉田光希（1）、進藤咲和（1,2）、東賢一（2）、森田大輝（3）、佐藤花捺（2,4）、鉄川佳知（4）
- AP：石井力オリ（吉本興業 / 1,2）
- プロデューサー：真鍋理惠（1）